# Joyce Hilster
Joyce Hilster (Naarden, 1 juni 1983) is een voormalig Nederlands handbalspeelster.
Hilster speelde voor het Nederlands nationale handbalteam, en kwam in 2011 uit op het WK handbal.
In 2013 stopte Hilster met tophandbal en ze werkt sindsdien als revalidatiearts en fysiotherapeute.
1: Marieke van der Wal ·
2: Jokelyn Tienstra ·
3: Debbie Klijn ·
4: Diane Roelofsen ·
5: Saskia Mulder ·
7: Evelien van der Koelen ·
7: Miranda Robben ·
9: Joyce Hilster ·
10: Arjenne Paap ·
11: Andrea Groot ·
12: Diane Lamein · 13: Natasja Burgers · 15: Maura Visser · 17: Irina Pusic · 18: Silvia Hofman · 19: Pearl van der Wissel · Coach: Sjors Röttger
1: Marieke van der Wal ·
2: Ingeborg Roelofs ·
6: Laura van der Heijden ·
7: Debbie Bont ·
8: Lois Abbingh ·
9: Marcella Deen ·
10: Danick Snelder ·
11: Miranda Robben ·
12: Diane Lamein ·
13: Joyce Hilster ·
14: Willemijn Karsten · 15: Maura Visser · 17: Nycke Groot · 19: Pearl van der Wissel · 26: Angela Malestein · 27: Debbie Klijn · Coach: Henk Groener
1: Marieke van der Wal ·
2: Ingeborg Roelofs ·
5: Jessy Kramer ·
6: Laura van der Heijden ·
7: Debbie Bont ·
8: Lois Abbingh ·
9: Joyce Hilster ·
10: Danick Snelder ·
12: Diane Lamein ·
13: Yvette Broch ·
14: Willemijn Karsten · 15: Maura Visser · 19: Pearl van der Wissel · 20: Roxanne Bovenberg · 26: Angela Malestein · 79: Estavana Polman · 88: Mandy Burrekers · Coach: Henk Groener